# Alberto Luchetti Neto
Alberto Luchetti é um jornalista brasileiro.
Trabalhou em influentes órgãos da imprensa nacional, como os jornais Folha de S. Paulo e O Estado de S. Paulo, rádios (Jovem Pan e Rádio Bandeirantes) e televisão (Canal 21, TV Bandeirantes e Rede Globo, onde foi diretor de núcleo).
Em maio de 2002, saiu da TV Globo e do Jornal Estado de S. Paulo para fundar a allTV, primeira emissora a transmitir 24 horas via Internet.

## Trabalhos
- O Estado de S. Paulo (1972 / 2002) - Repórter de Geral e Política, Chefe de Reportagem e Repórter Especial.
- Folha de S. Paulo (1974 / 1976) - Repórter de Política.
- Rádio Jovem Pan (1976 / 1988) - Repórter, Chefe de Reportagem, Diretor de Projetos Especiais.
- Prefeitura de São Paulo (1978 / 1982) - Secretário de Imprensa da Prefeitura de São Paulo (administração do prefeito Reynaldo de Barros).
- TV Jovem Pan (1991 / 1994) - Implantação da TV, Diretor de Jornalismo e Interventor por 11 meses nomeado pela Justiça de São Paulo.
- Rádio Bandeirantes (1994 / 1998) - Diretor Executivo - responsável pelo Jornalismo, Programação e Gerenciamento da Empresa.
- TV Bandeirantes (1994 / 1998) - Diretor Executivo e responsável pela  implantação dos telejornais locais na Bandeirantes São Paulo.
- Canal 21 – UHF (grupo Bandeirantes) (1996 / 1998) - Diretor Executivo - responsável pela criação, treinamento de pessoal e implantação da emissora. Acumulando com a Rádio e TV Bandeirantes as funções de diretor de jornalismo, programação e gerenciamento das empresas.
- TV Globo (1998 / 2002) - Diretor Geral do programa dominical Domingão do Faustão – responsável pela linha editorial, implantação de novos quadros, musicais e jornalismo. Promovido a Diretor de Núcleo da TV Globo, ficou responsável pelos programas Domingão do Faustão, Altas Horas, Linha Direta e alguns episódios do Brava Gente.
- allTV (2002 / -) - Idealização, fundação, desenvolvimento e operação da allTV, a primeira TV a transmitir 24 horas ao vivo pela Internet. Pioneira também a transmitir o conteúdo de Internet em TV convencional com interatividade em tempo integral.